# Moscas sabias
Wise Flies (en español: Moscas sabias) es un corto de animación estadounidense de 1930, de la serie Talkartoon. Fue producido por los estudios Fleischer y distribuido por Paramount Pictures.

## Argumento
Una araña espera la caída de alguna mosca en su red, aunque sin gran éxito. Cuando ello ocurre, entre la mosca y la araña surge un pequeño flirteo.

## Realización
Wise Flies es la sexta entrega de la serie Talkartoon y fue estrenada el 18 de julio de 1930.
En un determinado momento, la araña le canta a la mosca "Some of These Days", uno de los grandes éxitos de Shelton Brooks.